# Таблицы Брадиса

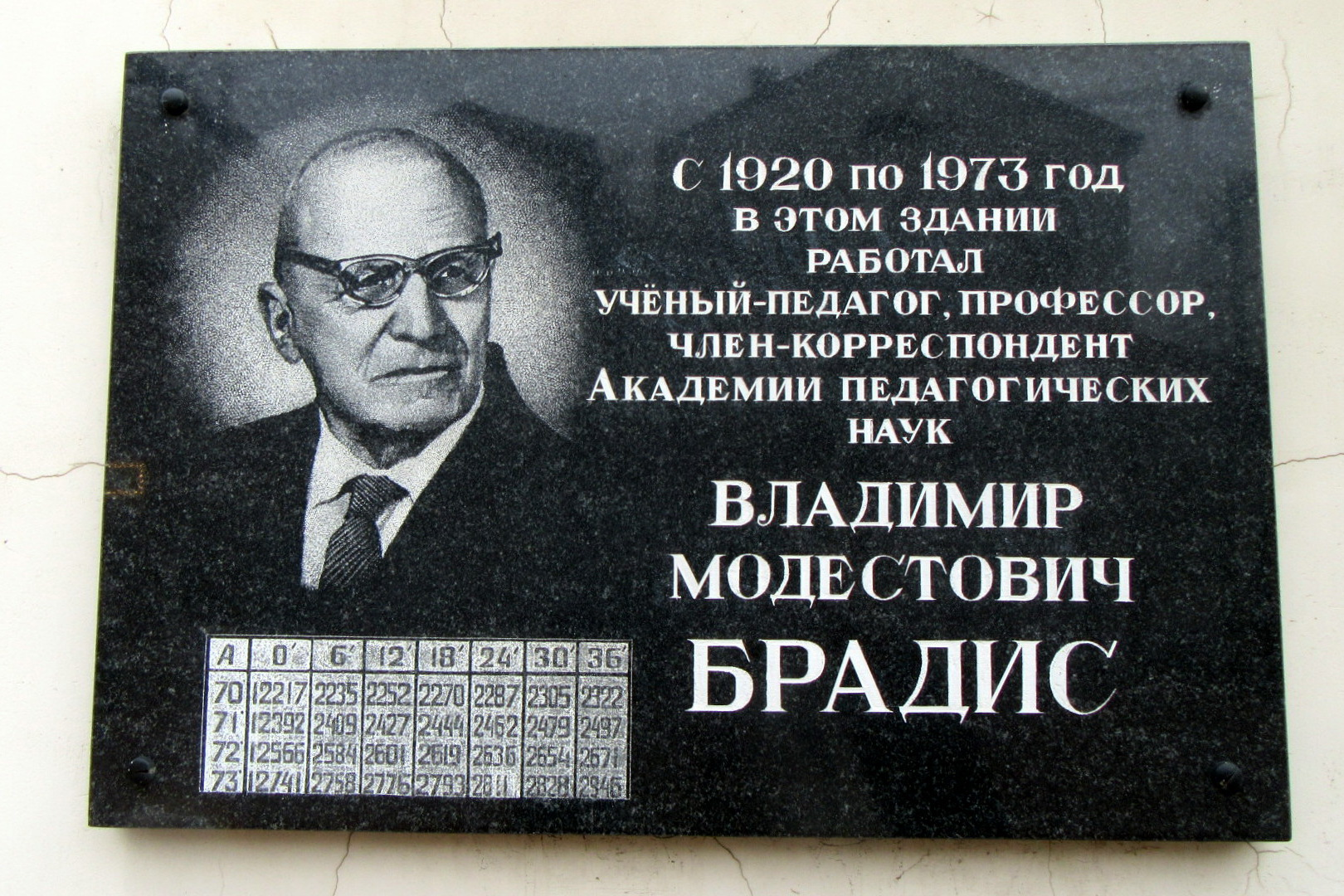
Мемориальная доска Владимиру Модестовичу Брадису на здании Тверского государственного университета, где он работал с 1920 по 1973 год

Таблицы Бра́диса — математическое пособие, в котором собраны таблицы, необходимые для работы по курсу математики и для практических вычислений, не требующих большой точности. Автор — Владимир Модестович Брадис (1890—1975), советский математик и педагог, член-корреспондент АПН СССР (1955). Часть вычислений выполнили его ученики — студенты Тверского (Калининского) института народного образования. Точность таблиц — 4 знака после запятой (четырёхзначные).
В таблице приведены значения:
- квадратов и кубов чисел;
- квадратных корней;
- логарифмов;
- тригонометрических функций, в градусах и радианах;
- обратных тригонометрических функций.

Прилагается также сводка важнейших формул по курсу математики 7—8 классов.
Точность таблиц при отыскании угла — 1′ (одна угловая минута).

## История
Впервые таблицы Брадиса были изданы в 1921 году Тверским отделением Госиздата под названием «Таблицы четырёхзначных логарифмов и натуральных тригонометрических величин», и с тех пор выдержали более 20 переизданий, позднее издавались под названием «Четырёхзначные математические таблицы». Под этим названием они издаются до сих пор.